# Klaus Lattmann
Klaus Lattmann (* 27. Februar 1923 in Potsdam; † 4. März 2016 in Hamburg) war ein deutscher Politiker der CDU und Mitglied der Hamburgischen Bürgerschaft.

## Leben und Politik

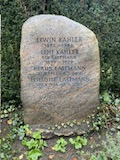
Grabstätte auf dem Nienstedtener Friedhof

Lattmann war gelernter Bankkaufmann. Er war von 1960 bis 1966 Mitglied der Bezirksversammlung Altona. Von 1966 bis 1997 gehörte er für die CDU der Hamburgischen Bürgerschaft an. Dort war er für die CDU-Fraktion unter anderem im Ausschuss für Verfassung, Geschäftsordnung und Wahlprüfung und im Kulturausschuss. Zudem war er kulturpolitischer Sprecher der Fraktion.
Der ehemalige Leiter und Mitbegründer des Museums der Arbeit in Hamburg-Barmbek Gernot Krankenhagen sagte 2004 über Lattmann, er sei einer von denen aus der CDU, mit denen man hervorragend diskutieren könne und der Anliegen auch verstanden habe.
Er war ein Bruder von Dieter Lattmann.
Seine letzte Ruhestätte erhielt Klaus Lattmann auf dem Nienstedtener Friedhof.